# Maligny (Costa d'Or)
Maligny és un municipi francès, situat al departament de la Costa d'Or i a la regió de Borgonya - Franc Comtat. L'any 2007 tenia 199 habitants.

## Demografia

### Població
El 2007 la població de fet de Maligny era de 199 persones. Hi havia 91 famílies, de les quals 24 eren unipersonals (8 homes vivint sols i 16 dones vivint soles), 35 parelles sense fills, 20 parelles amb fills i 12 famílies monoparentals amb fills.
La població ha evolucionat segons el següent gràfic:
Habitants censats

### Habitatges
El 2007 hi havia 124 habitatges, 87 eren l'habitatge principal de la família, 29 eren segones residències i 8 estaven desocupats. 121 eren cases i 1 era un apartament. Dels 87 habitatges principals, 74 estaven ocupats pels seus propietaris, 9 estaven llogats i ocupats pels llogaters i 4 estaven cedits a títol gratuït; 1 tenia una cambra, 3 en tenien dues, 13 en tenien tres, 26 en tenien quatre i 44 en tenien cinc o més. 65 habitatges disposaven pel capbaix d'una plaça de pàrquing. A 33 habitatges hi havia un automòbil i a 43 n'hi havia dos o més.

### Piràmide de població
La piràmide de població per edats i sexe el 2009 era:
| Homes | Edats   | Dones |
| ----- | ------- | ----- |
| 0     | 95 o +  | 0     |
| 0     | 90 a 94 | 0     |
| 0     | 85 a 89 | 4     |
| 0     | 80 a 84 | 8     |
| 4     | 75 a 79 | 0     |
| 4     | 70 a 74 | 12    |
| 12    | 65 a 69 | 4     |
| 20    | 60 a 64 | 4     |
| 4     | 55 a 59 | 12    |
| 4     | 50 a 54 | 8     |
| 12    | 45 a 49 | 8     |
| 0     | 40 a 44 | 4     |
| 8     | 35 a 39 | 8     |
| 4     | 30 a 34 | 4     |
| 0     | 25 a 29 | 0     |
| 12    | 20 a 24 | 4     |
| 4     | 15 a 19 | 4     |
| 0     | 10 a 14 | 8     |
| 16    | 5 a 9   | 0     |
| 4     | 0 a 4   | 0     |

## Economia
El 2007 la població en edat de treballar era de 112 persones, 83 eren actives i 29 eren inactives. De les 83 persones actives 79 estaven ocupades (46 homes i 33 dones) i 4 estaven aturades (4 dones i 4 dones). De les 29 persones inactives 11 estaven jubilades, 10 estaven estudiant i 8 estaven classificades com a «altres inactius».

### Ingressos
El 2009 a Maligny hi havia 96 unitats fiscals que integraven 219,5 persones, la mediana anual d'ingressos fiscals per persona era de 18.185 €.

### Activitats econòmiques
Dels 7 establiments que hi havia el 2007, 4 eren d'empreses de construcció, 2 d'empreses de comerç i reparació d'automòbils i 1 d'una empresa classificada com a «altres activitats de serveis».
Els 2 serveis als particulars que hi havia el 2009 eren lampisteries.
L'únic establiment comercial que hi havia el 2009 era una botiga de mobles.
L'any 2000 a Maligny hi havia 16 explotacions agrícoles que ocupaven un total de 889 hectàrees.

## Poblacions més properes
El següent diagrama mostra les poblacions més properes.